# Captain USA vs. Nazifighters
Captain USA vs. Nazifighters ist ein 2013 direkt auf DVD veröffentlichter Actionfilm. Der Film basiert auf der amerikanischen Comicserie Captain Battle (Lev Gleason Publications) und ist ein Mockbuster auf Captain America: The First Avenger.

## Handlung
Im Golfkrieg wurde Sam Battle verwundet. Ein Wissenschaftler namens Brandon Storm, der auch zugleich sein Freund ist, gibt ihm im Todeskampf ein Serum, dadurch bekommt er Superkräfte. Wieder in den Vereinigten Staaten wird Brandon Storm von Nazis entführt. Er soll in der geheimen „Wolfshöhle“ an einem Super-Serum arbeiten, um den Führer Adolf Hitler persönlich wieder zum Leben zu erwecken. Zunächst aber konnte Heinrich Himmler reaktiviert werden. Sam, der nun als Captain Battle mit seinen Superkräften agiert, kann das Versteck ausfindig machen. Hier gerät er in gewaltsame Konflikte, wird gefangen und befreit sich selbst. Der von einem Gegen-Serum stark geschwächte Battle kann Himmler mit einem Stück Holz durchbohren. Aber die Chefin „Necromancer“ ist immer noch auf freiem Fuß. Battle, sein Kumpel Brandon und dessen Schwester Jane beschließen, gemeinsam auf die Jagd nach ihr zu gehen.

## Produktion
Der Film wurde von Mike The Pike Productions produziert. In den Hauptrollen sind Cuyle Carvin, Andrew J. McGuinness, Jenny Allford, Marlene Mc'Cohen, Sari Melain und Pete Punito zu sehen.

## Veröffentlichung
Der Film erschien am 7. Juni 2013 in Deutschland auf DVD. Der deutsche Herausgeber war Great Movies GmbH. Der Film wurde in Deutschland zensiert, um eine Freigabe ab 12 Jahren zu erhalten, trotzdem bekam die Heimversion eine Freigabe ab 18 Jahren wegen der Bonusmaterialen.

## Rezeption
„Hanebüchener Actionfilm nach einer Comic-Vorlage, mit laienhaften Darstellern und billiger Ausstattung dilettantisch in Szene gesetzt.“

Der Film konnte mit 0 % positiver Bewertungen beim Publikum auf Rotten Tomatoes nicht überzeugen.